# Wohnanlage München-Nord

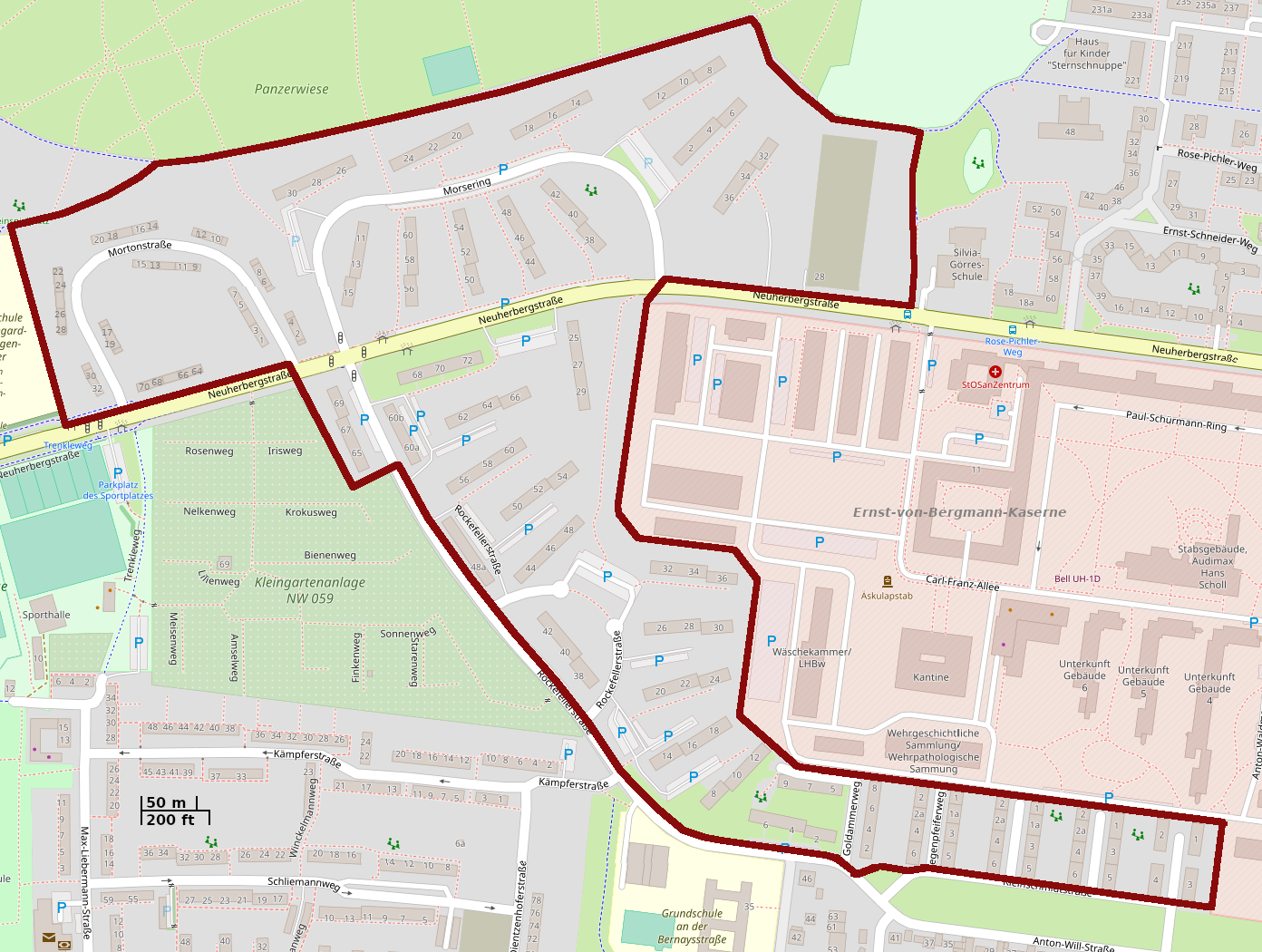
BImA-„Wohnanlage Nord“
(Neuherbergstr./Rockefellerstr.); ehem. US-amerikanische Siedlung München Nord
(Häuserbestand vor den 2014 begonnenen Neugestaltungsmaßnahmen)

Die Wohnanlage München-Nord ist eine 654 Wohnungen umfassende Siedlung im nördlichen Teilbezirk Am Hart des Münchener Stadtteils Milbertshofen-Am Hart, die Mitte der 1950er Jahre für die Unterbringung von US-Militärangehörigen und deren Familien in direkter Nachbarschaft zur Warner-Kaserne erbaut wurde. Die Wohnsiedlung ging nach Abzug der US-Truppen aus dem Münchner Norden 1968 an die Bundesrepublik Deutschland zurück und wurde 2005 an die neu gegründete Bundesanstalt für Immobilienaufgaben (BImA) übertragen. Die Wohnsiedlung soll nachverdichtet werden.

## Beschreibung

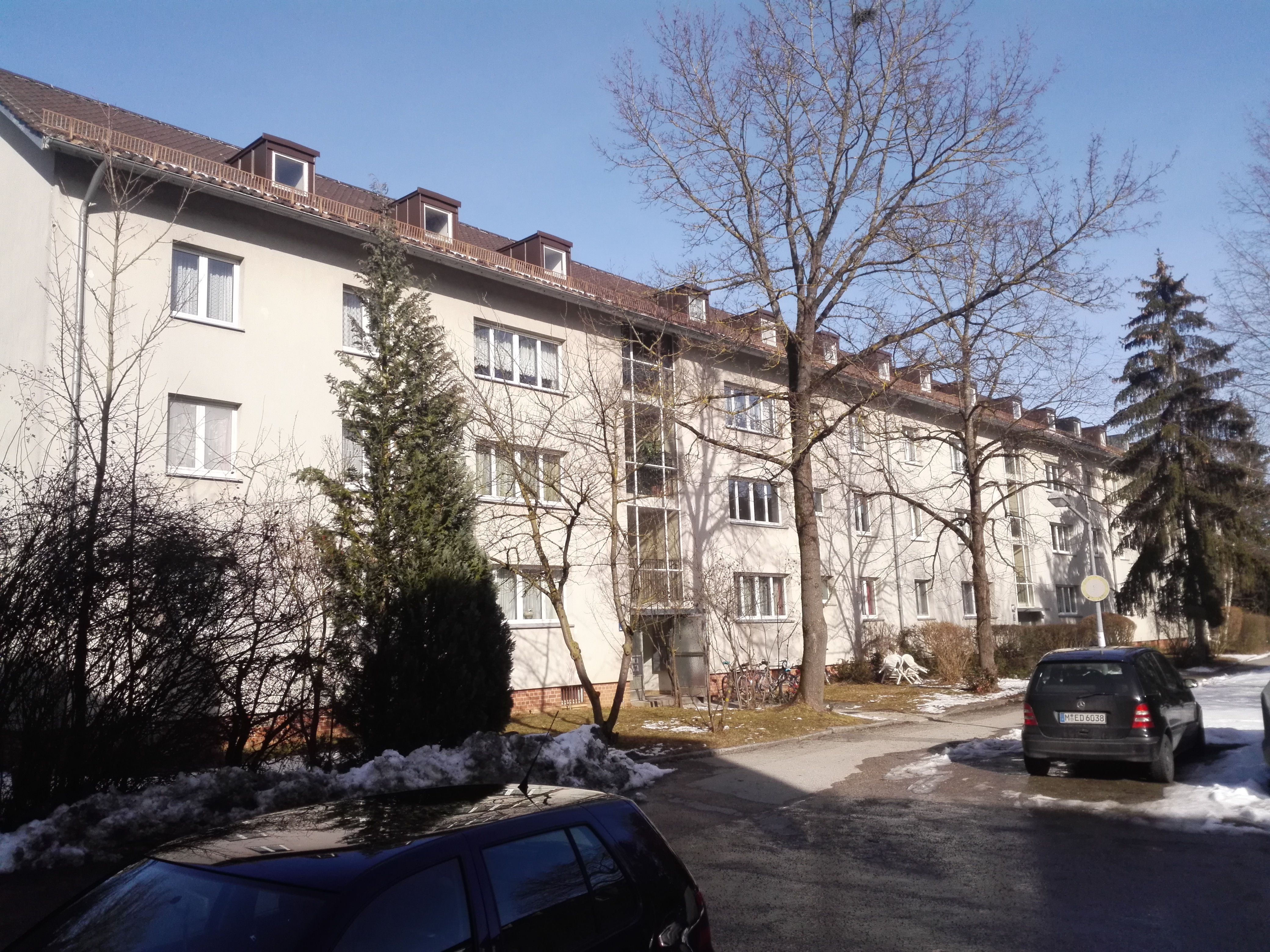
Rockefellerstrasse 68–72, typischer Wohnblock

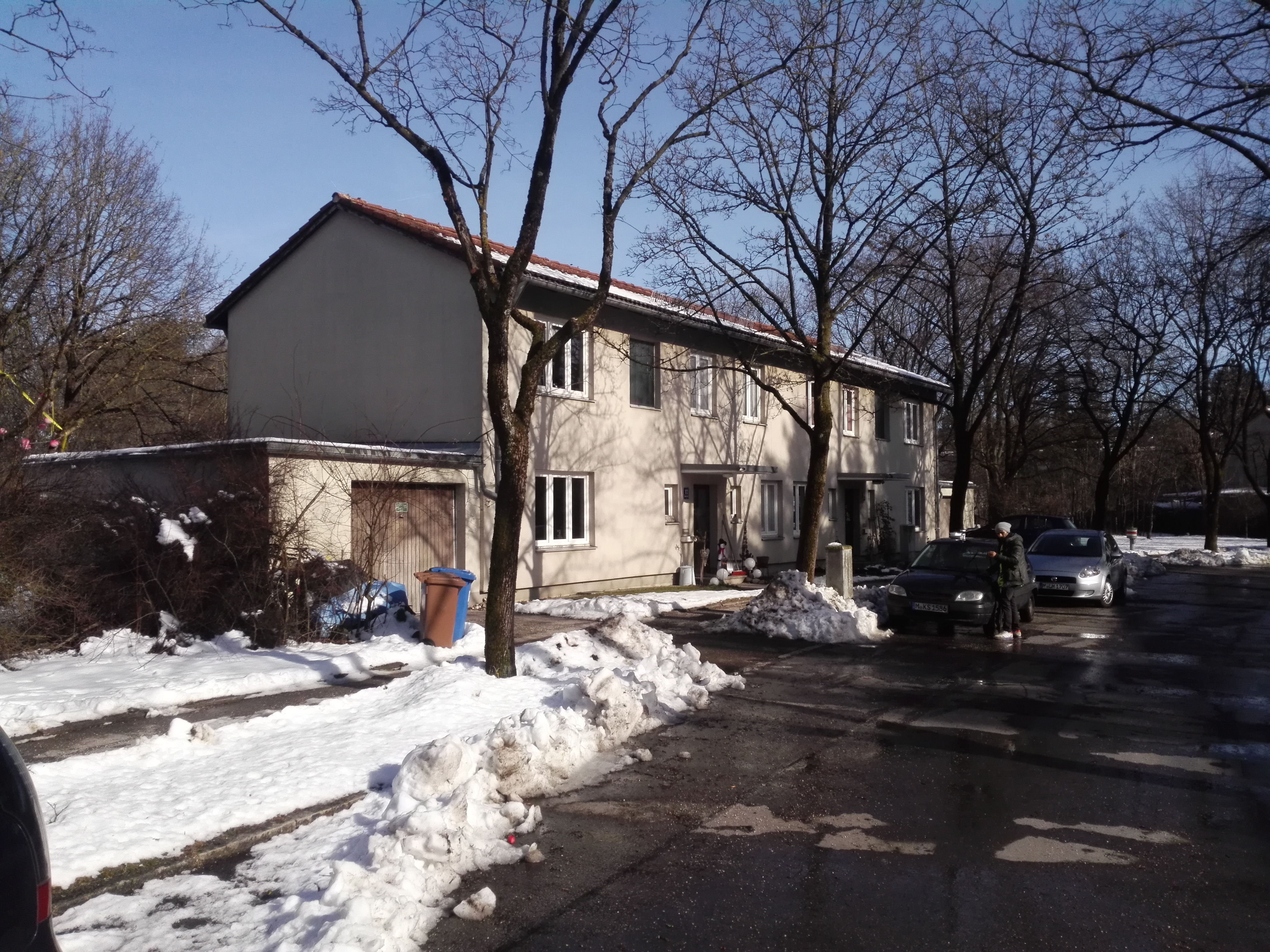
Doppelhaus Mortonstrasse 10–12

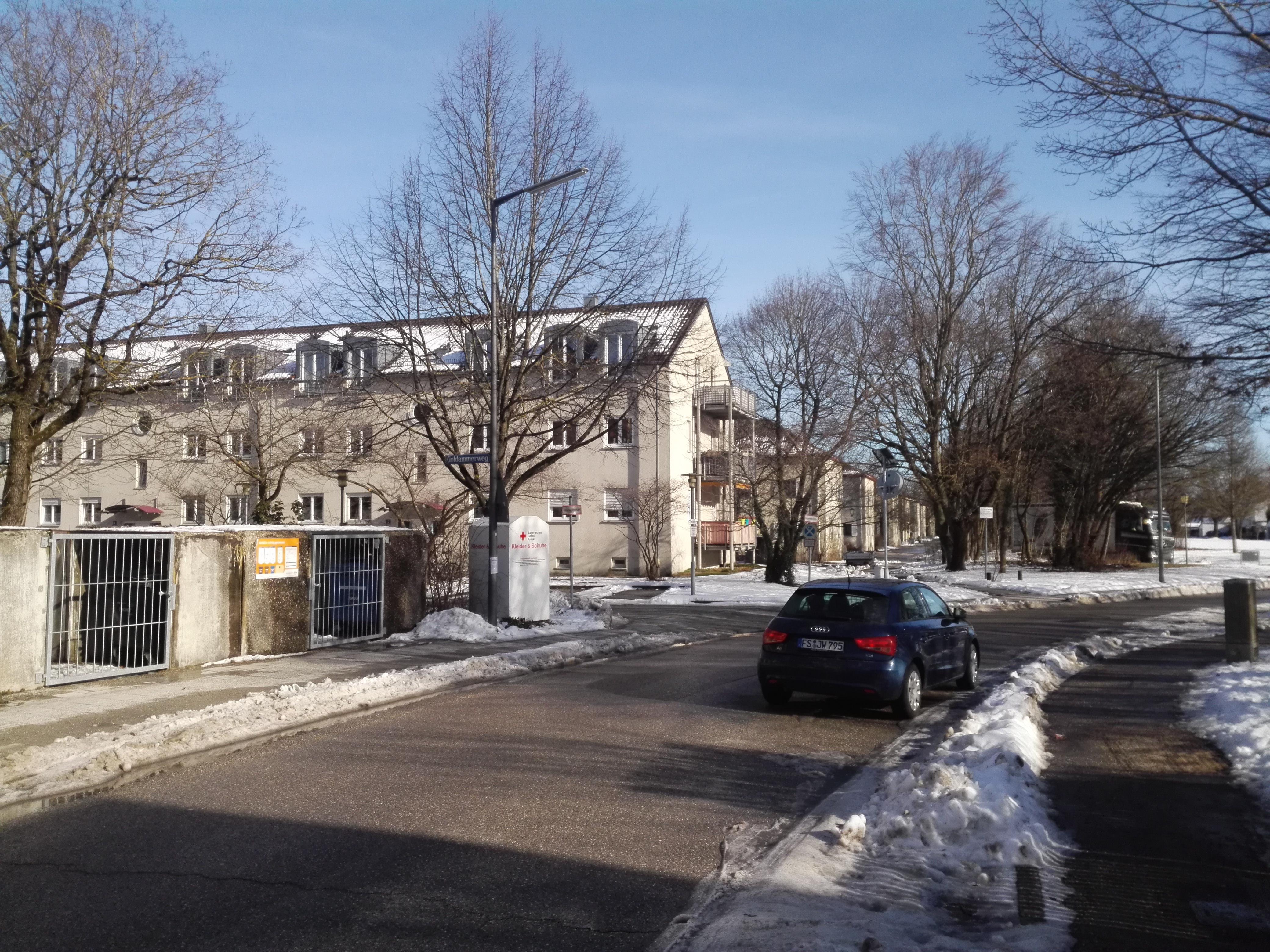
Wohnblocks entlang der Kleinschmidtstrasse
(v. l. n. r. Goldammer-, Regenpfeifer-, Kreuzschnabel-, Haubenlerchen- und Buchfinkenweg)

Die Bundesrepublik Deutschland ließ im Auftrag des Amtes für Verteidigungslasten durch das Staatliche Bauamt München südlich der heutigen Panzerwiese ab 1954 entlang der im Rahmen der Baumaßnahmen von der Ingolstädter Straße zur Schleißheimer Straße verlängerten Neuherbergstraße, der neu gebauten Rockefellerstraße (benannt nach John D. Rockefeller) und am ebenfalls neugebauten Morsering (benannt nach Samuel F. B. Morse) dreigeschossige Wohnblöcke mit Dachappartements errichten. Das armeeeigene Bauprogramm nach Typenplänen der US-Streitkräfte umfasste zunächst Wohnblocks mit 450 Wohnungen für Bedienstete in der Warner-Kaserne (jetzt Ernst-von-Bergmann-Kaserne), die 1955 bezugsfertig wurden. Die Häuser nördlich der Neuherbergstraße entstanden auf dem sogenannten Übungsplatzgelände Warner Field, das heute als „Panzerwiese“ geläufig ist. Auch diese Baumaßnahme trug dazu bei, noch beschlagnahmte deutsche Objekte ihren Eigentümern zurückzugeben und damit der Wohnungsmarkt wieder zu entlasten.
Die Wohnblocks an der Neuherbergstraße, der Rockefellerstraße und am Morsering mit drei Treppenhäusern verfügen mittig über Dreizimmerwohnungen und an den seitlichen Treppenhäusern jeweils nach innen hin Vier- und zur Außenseite des Blocks Fünfzimmerwohnungen. Die beiden westlich an der Rockefellerstraße (HsNr. 48a/48b und 60a/60b) angrenzenden Wohnblöcke mit zwei Treppenhäusern verfügen nach außen hin gerichtet über sogenannte „Sechszimmerwohnungen“, darunter eine kleine Kammer im Eingangsbereich, in der bei den US-Offizieren eine Haushaltshilfe im Haushalt untergebracht war.
Hinzu kamen zweigeschossige Doppelhäuser an der Mortonstraße (ebenfalls beim Siedlungsbau errichtet und benannt nach William Morton)/Neuherbergstraße mit Carports oder Einzelgaragen für höhere Offiziere. Jede der 30 Doppelhaushälften verfügte im Erdgeschoss über ein großes Wohnzimmer, Küche, Bedienstetenkammer, Toilette und Terrasse, und im ersten Stock über ein Elternschlafzimmer mit Bad und eigenem Balkon sowie zwei weitere kleine Schlafzimmer.
Ebenso zum Gesamtkomplex gehören die nördlich der Kleinschmidtstraße gelegenen und südlich an die Ernst-von-Bergmann-Kaserne angrenzenden, baulich etwas anders ausgeführten Wohnblocks Goldammerweg, Regenpfeiferweg, Kreuzschnabelweg, Haubenlerchenweg und Buchfinkenweg. Diese Bestandshäuserblocks befanden sich bereits vor dem Siedlungsbau im Bundeseigentum und wurden saniert.
Zum Siedlungskomplex gehörten ein PX Store in der Neuherbergstraße, mehrere Sporteinrichtungen, ein Kino (Warner Kaserne Theater) und Clubs.

## Deutsche Nachnutzung
Das Gelände, auf dem sich die Baseballplätze westlich der Kaserne und südlich der Neuherbergstraße befanden, wurde später dem Technischen Bereich der Ernst-von-Bergmann-Kaserne zugeschlagen.

### Wohnsiedlung
Nach der Räumung der Warner-Kaserne durch die US-Streitkräfte 1968 wurde die Wohnsiedlung an die Bundesvermögensverwaltung (heute Bundesanstalt für Immobilienaufgaben – BImA) zurückgegeben. Nach Renovierungs- und Umbaumaßnahmen konnten die ersten Wohnungen im Juni 1969 zur Vermietung an Bundesbedienstete freigegeben werden. Die Wohnanlage war bis zur Übertragung an die BImA neben der räumlich nahe beieinander liegenden Wohnanlagen „Perlacher Forst“ (rund 1.400 Wohnungen) und „Tegernseer Landstraße“ (rund 200 Wohnungen) im 17. Stadtbezirk und der Wohnsiedlung „Ludwigsfeld“ im 24. Stadtbezirk eine der drei größeren zusammenhängenden bundeseigenen Siedlungen im Raum München.
Seit den 1990er Jahren werden in der Wohnsiedlung umfassendere Sanierungsarbeiten durchgeführt. Die Beheizung wurde Anfang der 1990er Jahre von der Heizanlage der Kaserne abgekoppelt – die Versorgungsleitung lag zuvor oberirdisch auf der Panzerwiese – und an das Fernwärmenetz der Stadtwerke München angeschlossen. Von 1998 bis 2002 erfolgte die Kanalsanierung und die Errichtung von Versickerungsanlagen. Nacheinander werden die Wohnblocks wärmegedämmt, zum Teil im Rahmen einer Komplettsanierung.
Bereits am 9. September 1992 wurde für die bundeseigene Siedlung an der Neuherbergstr./Rockefellerstr. der Aufstellungsbeschluss für den Bebauungsplan Nr. 1746 zur Ermöglichung einer Nachverdichtung gefasst. 2011 beschloss die Bundesanstalt für Immobilienaufgaben den Abriss der 30 Doppelhaushälften an der Mortonstraße für eine sukzessive Nachverdichtung durch Errichtung größerer Häuser im Geschosswohnungsbau. Der Abriss ist aufgrund bestehender Mietverträge bis heute nicht vollständig abgeschlossen. Seit 2011 blieben die Doppelhaushälften nach und nach unvermietet.
Auch für die restliche Wohnsiedlung ist eine Nachverdichtung geplant. Im Zuge der geplanten Neugestaltung der sogenannten „Wohnanlage Nord“ beschloss die BImA in den 2010er Jahren, den Teil der Siedlung mit den Doppelhäusern (ca. 23.881 m²) in sieben Baufeldern nach Abriss der Bestandsgebäude zur Errichtung von Eigentums- oder Mietwohnungsbau an Investoren im Bieterverfahren zu veräußern. Nachdem die ersten drei Teilgrundstücke bereits von der BImA veräußert wurden, entschied sich diese nach dem Berliner Wohnungsgipfel 2018 zum Behalt ihres Münchner Wohnungsbestands und zum Neubau von Wohnblocks in Eigenregie. Ein Verkauf der gesamten Wohnanlage war von der BImA zu keinem Zeitpunkt geplant.
Die Grünanlage der ursprünglich in die Wiese gebauten Wohnsiedlung verfügt mittlerweile über einen üppigen Baumbestand.

### Ehemaliger PX Store

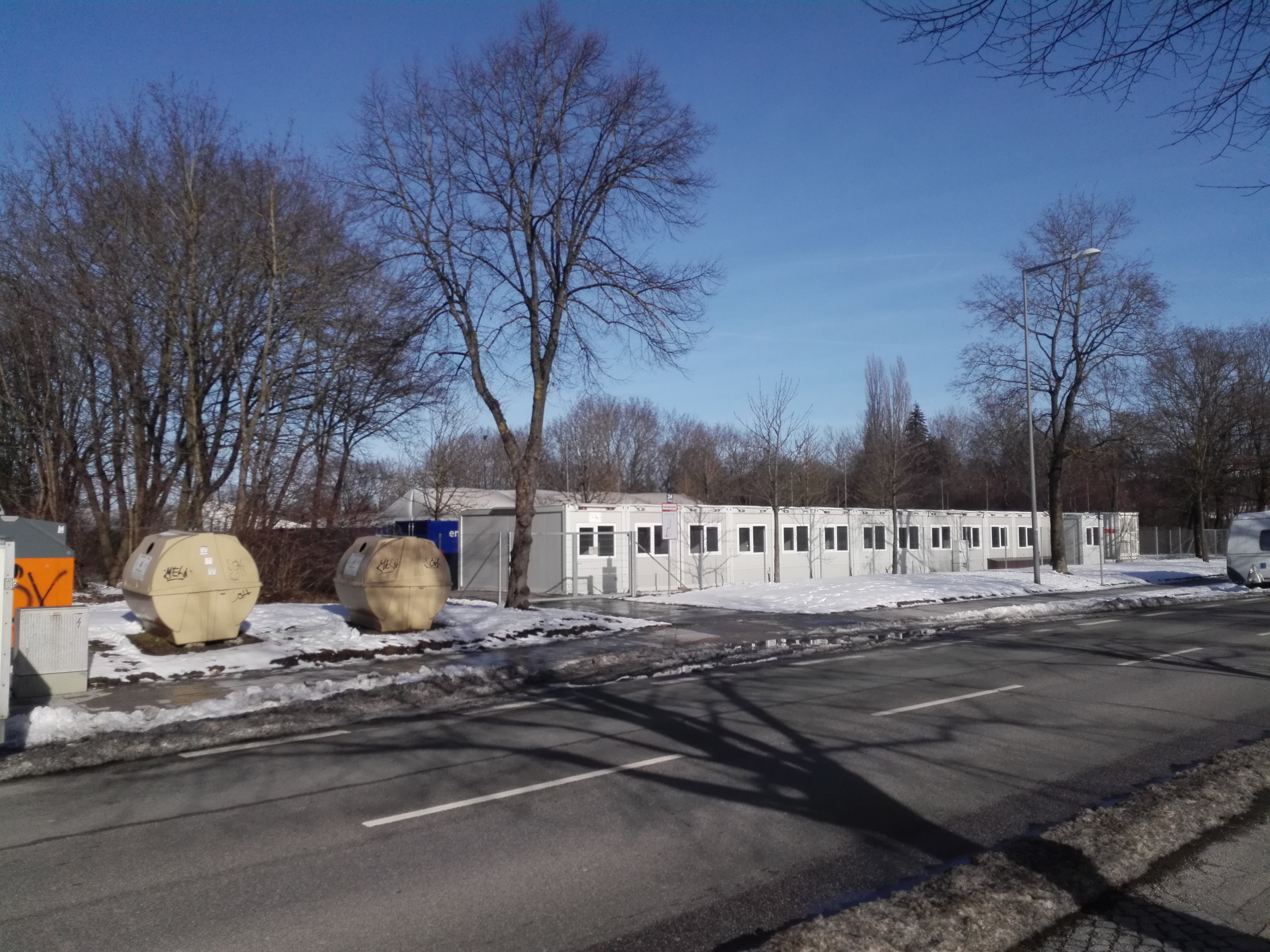
Asylbewerberunterkunft an der Neuherbergstraße

Das frühere PX-Gebäude in der Neuherbergstraße wurde von der Bundeswehr bis in die 1990er Jahre als Außenstelle München des Wehrbereichsverpflegungslagers VI genutzt. Ab den späten 1990er Jahren diente die Halle dann als kleines Einkaufszentrum, im Wesentlichen bestehend aus einer Tengelmann-Filiale.
Nach dem Abriss der Halle Anfang im Jahr 2014 wurde das Areal ab Mitte 2016 als Asyl-Unterkunft mit Leichtbauhallen genutzt. Nach dem Abriss der alten Sporthalle der Grundschule an der Bernaysstraße im Sommer 2018 wurde das Areal der Containerunterkünfte in der Neuherbergstraße 24 zur Errichtung einer Ersatzsporthalle angedacht. Laut Beschluss der Bezirksausschuss-Geschäftsstelle Nord vom 8. August 2018 sollte das Gelände aber bis Mitte 2019 weiterhin als potentieller Standort für Flüchtlingsunterkünfte vorgehalten werden.

## Sonstiges
Die Siedlung ist heute ein Ort des Kulturgeschichtspfads Milbertshofen-Am Hart. Die Teilsiedlung an Mortonstraße, insbesondere die Doppelhaushälfte mit der Hausnummer 26, diente als Drehort für den Film Weniger ist mehr (2013).